# Eciton uncinatum
Eciton uncinatum är en myrart som beskrevs av Borgmeier 1953. Eciton uncinatum ingår i släktet Eciton och familjen myror. Inga underarter finns listade i Catalogue of Life.